# Amt Oeversee
L’ amt Oeversee est un Amt, c'est-à-dire une forme d'intercommunalité du Schleswig-Holstein, dans l'arrondissement de Schleswig-Flensbourg, dans le Nord de l'Allemagne. Il regroupe 3 municipalités et 11 357 habitants en décembre 2022.

## Source de la traduction
- (de) Cet article est partiellement ou en totalité issu de l’article de Wikipédia en allemand intitulé « Amt Oeversee » (voir la liste des auteurs).